# Applus+ IDIADA
Applus+ IDIADA (Idiada Automotive Technology, S.A.) és una empresa multinacional que proporciona serveis de disseny, enginyeria, assaig i homologació per a la indústria de l'automòbil. Compta amb més de 3.400 empleats en 24 països.

## Història

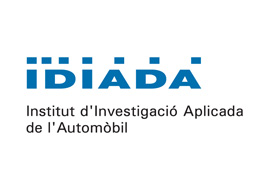
Logotip anterior a la privatització

Va ser fundada en 1971 com a Institut d'Investigació Aplicada de l'Automòbil o «IDIADA», un centre de recerca de la Universitat Politècnica de Catalunya. En 1990, IDIADA va ser separat de la universitat i es va establir com a empresa independent propietat de la Generalitat de Catalunya. Va ser privatitzada en 1999 com una empresa de propietat del 80 % per Applus+ i el 20 % per la Generalitat de Catalunya.

## Productes i serveis
Applus+ IDIADA compta amb pistes de proves a Espanya, considerades com unes de les millors del món. La companyia proporciona serveis d'enginyeria per a la seguretat activa i passiva, sistemes de propulsió, material elèctric i electrònic del vehicle, soroll, vibracions i asprors (NVH), vehicle amb aire condicionat, durabilitat i fiabilitat. També proporciona serveis d'homologació i certificació a tot el món per a una àmplia varietat de vehicles, incloent-hi motocicletes, camions, autobusos i components, inclosos cascs i viseres.
Al Congrés FISITA 2012 a Pequín, Applus+ IDIADA va presentar el iShare, un quadricicle elèctric concepte dissenyat específicament per a préstec de vehicles.
En 2013, IDIADA va engegar una automòbil esportiu elèctric anomenat Volar-e, desenvolupat en cooperació amb l'empresa croata Rimac Automobili.

## Galeria d'imatges

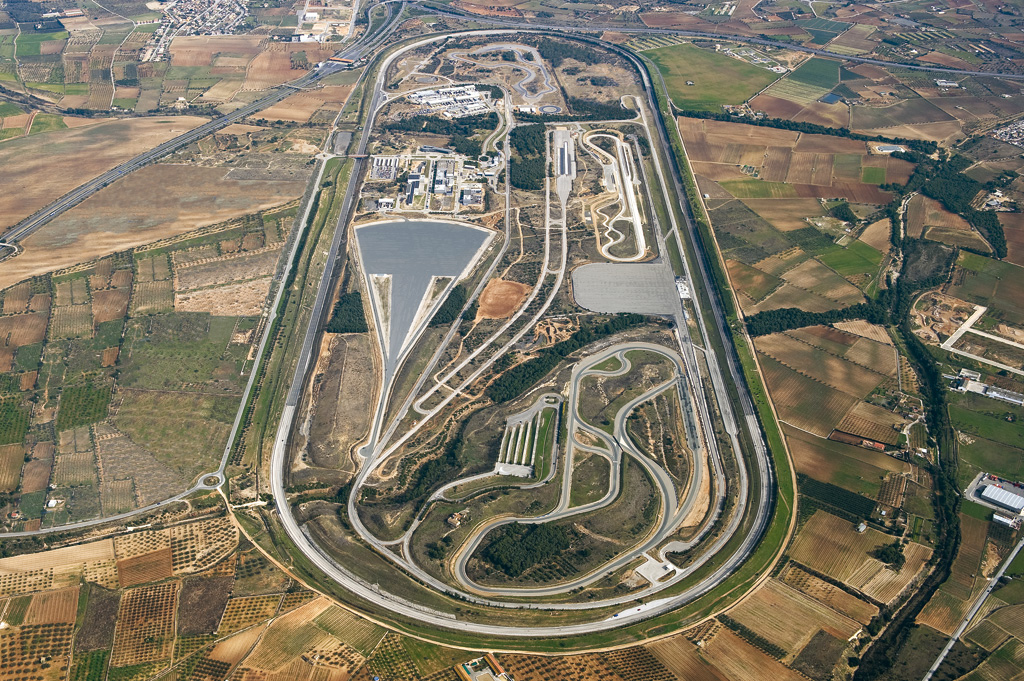
Pista de proves a Santa Oliva
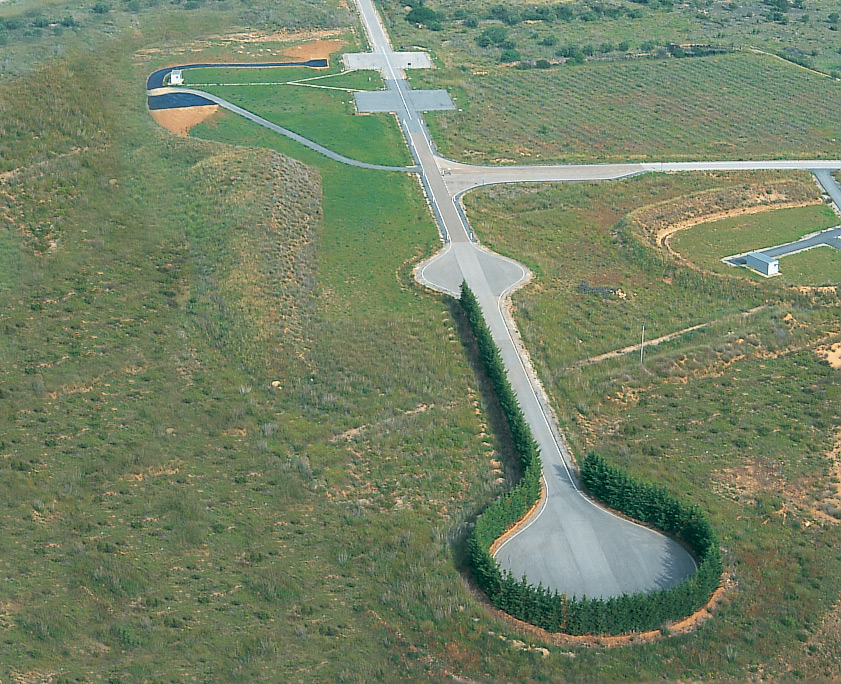
Secció de medició de soroll
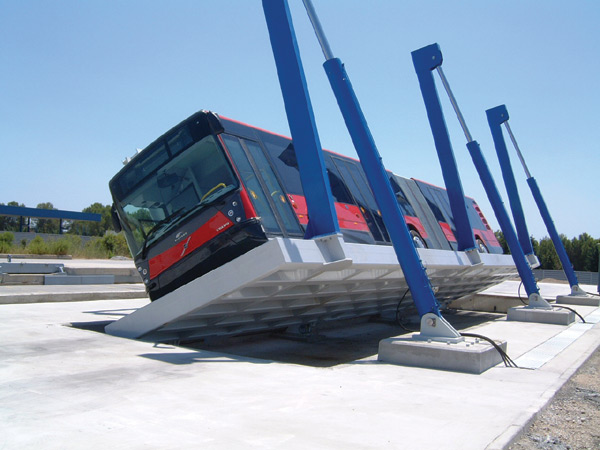
Configuració de prova de bolcada
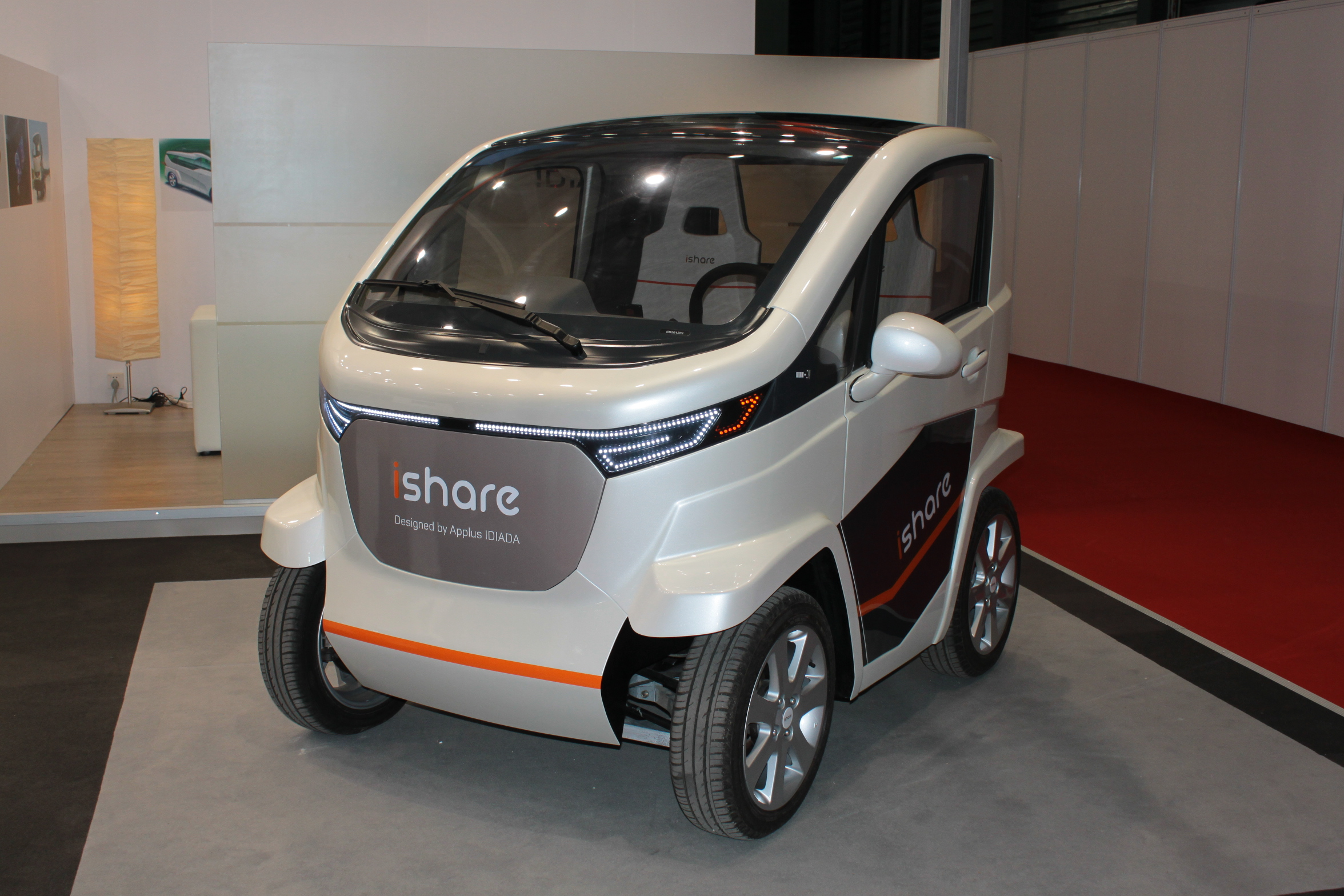
Applus + IDIADA iShare vehicle concepte al Saló de l'Automòbil de Xanghai 2013